# Guarianthe
Guarianthe – rodzaj roślin z rodziny storczykowatych (Orchidaceae). Obejmuje 4 gatunki i 1 hybrydę występujące w Ameryce Południowej i Środkowej w takich krajach i regionach jak: Belize, Kolumbia, Kostaryka, Salwador, Gwatemala, Honduras, Meksyk, Nikaragua, Panama, Trynidad i Tobago, Wenezuela. Rodzaj został introdukowany w Ekwadorze.

## Systematyka
Rodzaj sklasyfikowany do podplemienia Laeliinae w plemieniu Epidendreae, podrodzina epidendronowe (Epidendroideae), rodzina storczykowate (Orchidaceae), rząd szparagowce (Asparagales) w obrębie roślin jednoliściennych.
Wykaz gatunków
- Guarianthe aurantiaca (Bateman ex Lindl.) Dressler & W.E.Higgins
- Guarianthe bowringiana (O'Brien) Dressler & W.E.Higgins
- Guarianthe hennisiana (Rolfe) Van den Berg
- Guarianthe skinneri (Bateman) Dressler & W.E.Higgins

Wykaz hybryd
- Guarianthe × laelioides (Lem.) Van den Berg (Lem.) Van den Berg